# 新滝山街道
新滝山街道（しんたきやまかいどう）は、東京都八王子市から同都あきる野市に至る地域高規格道路である。

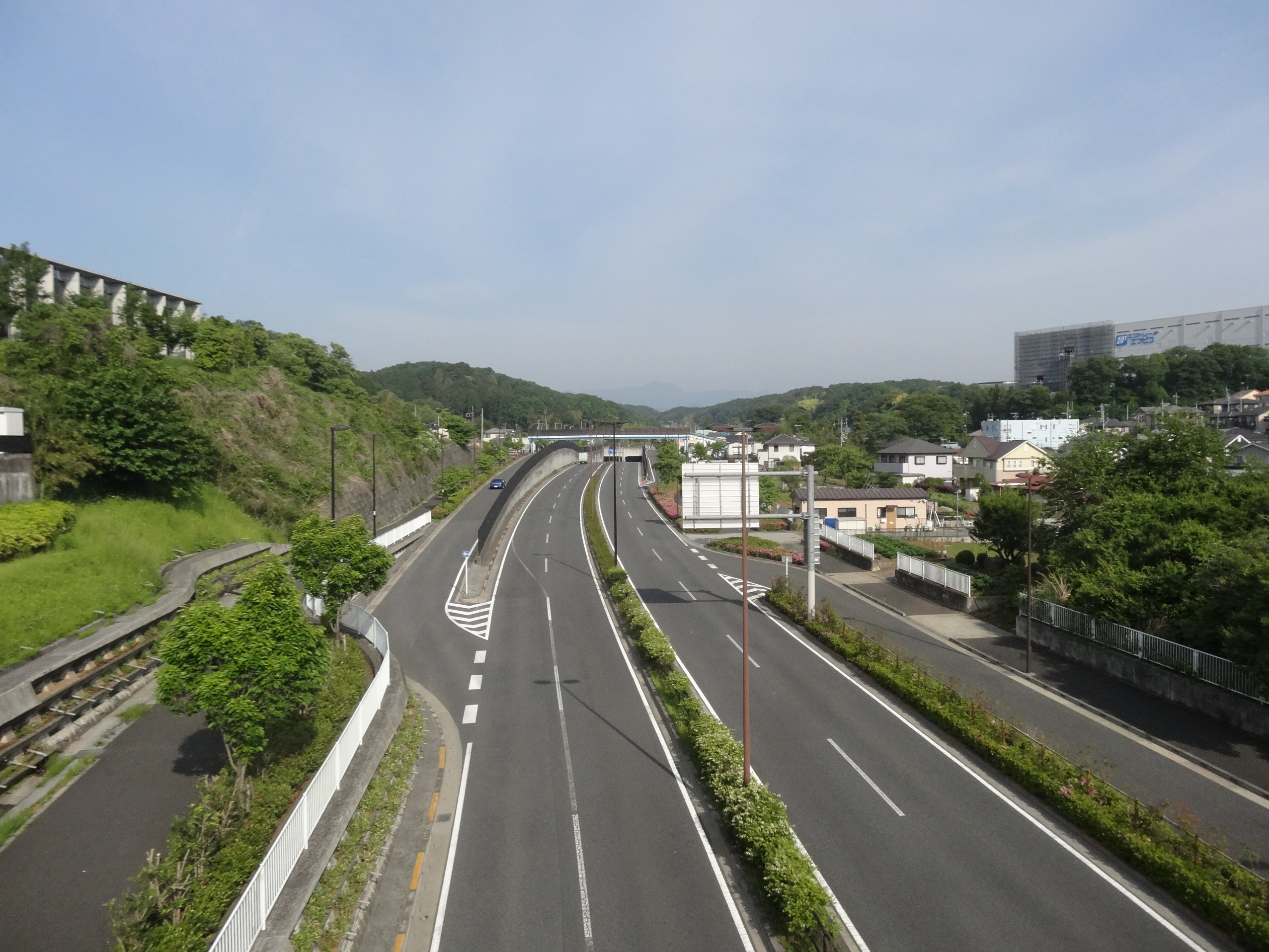
八王子市内

## 概要
東京都による都市計画では八王子都市計画道路3・3・41号鑓水戸吹線に指定されており、建設省によって1998年（平成10年）に地域高規格道路に指定された。国道16号から圏央道あきる野ICへのアクセス道路として、国道411号滝山街道のバイパス機能を企図して東京都が整備した。なお地域高規格道路だが自動車専用道路ではなく、歩道も整備されている。

## 歴史
- 1998年（平成10年）6月16日 : 地域高規格道路の計画路線に指定
- 2004年（平成16年）3月30日 : 地域高規格道路の整備区間に指定
- 2004年（平成16年）4月29日 : 四工区 戸吹トンネル含む1.6km開通
- 2008年（平成20年）12月13日 : 一工区、かすみ学園通り・谷野街道間の1.1 km開通[4]。
- 2013年（平成25年）3月16日 : 谷野街道・高尾街道間の2.6 km開通により全線開通[1]。

## 路線状況

### 道路施設

#### トンネル
- 戸吹トンネル : 2003年4月29日供用

#### 橋梁
- 佐滝橋（谷地川）
- 大町橋
- 宮下陸橋（東京都道186号高月楢原線）
- 秋留橋（秋川）

#### 道の駅
- 道の駅八王子滝山 : 2007年4月1日開駅

## 地理

### 交差する道路
- 施設名欄の背景色が■である部分は接続する計画である道路・交差点名を示す。
- 交差する場所の括弧書きは地名、それ以外は交差点名で表示

| 交差する道路                                           | 交差する場所 | 交差する場所 | 交差する場所       | 備考     |
| ------------------------------------------------------ | ------------ | ------------ | ------------------ | -------- |
| 国道16号 〈東京環状(北向き)/八王子バイパス(東向き)〉   | 東京都       | 八王子市     | 左入橋             |          |
| ひよどり山道路                                         | 東京都       | 八王子市     | 道の駅入口         |          |
| かすみ学園通り                                         | 東京都       | 八王子市     | 丹木一丁目芹沢     |          |
| 東京都道166号瑞穂あきる野八王子線 〈谷野街道(南向き)〉 | 東京都       | 八王子市     | 善太郎坂下         |          |
| 東京都道186号高月楢原線                                | 東京都       | 八王子市     | (宮下町)           |          |
| 東京都道176号楢原あきる野線                            | 東京都       | 八王子市     | 戸吹町南           |          |
| 戸吹トンネル                                           | 東京都       | 八王子市     | -                  | 全長812m |
| 国道411号〈滝山街道〉                                  | 東京都       | あきる野市   | 東京サマーランド前 |          |

### 沿線
- 東京純心女子学園（東京純心女子中学校・高等学校・東京純心大学）
- 創価大学・創価女子短期大学
- 杏林大学八王子キャンパス
- 明治大学付属中野八王子中学校・高等学校
- 東京サマーランド
- (東京サマーランド前交差点から約300m)首都圏中央連絡自動車道 あきる野I.C.